# Casoria Calcio 1979

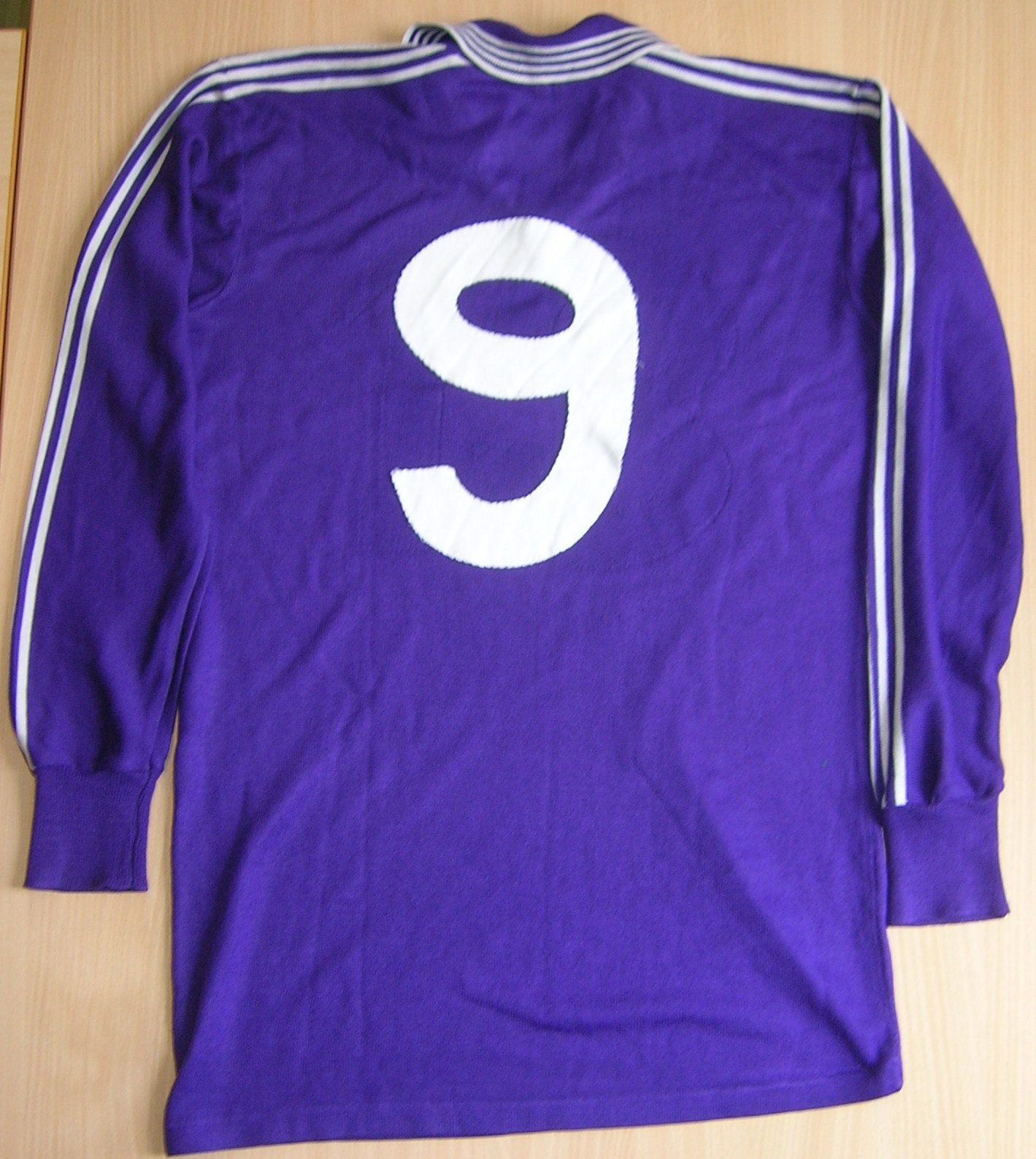
Maglia del Casoria in lanetta (1980)

La Società Sportiva Calcio Casoria, meglio nota come Casoria, è  una società calcistica della città di Casoria, nella Città metropolitana di Napoli. Il club, fondato nel 1979 come Associazione Calcio Casoria, vide interrotte le sue attività nel 1993. Queste furono riprese a seguito della rifondazione nel 2014 e ancora interrotte nel 2021. Dal 2021 l'attività sportiva proseguirà in maniera frammentaria grazie a tre diversi sodalizi che trasferiranno altrettanti titoli sportivi da cittadine limitrofe, fino all'ultima interruzione avutasi nel 2023. Nel 2024, grazie a una nuova proprietà, ritorna il calcio a Casoria ripartendo dal campionato di Prima Categoria Campania

## Storia
La società venne fondata dall'imprenditore toscano, Bruno Tintori, dalla fusione della Polisportiva Casoria con la Juve Arpino, squadra di calcio dell'omonima frazione del comune di Casoria. I colori societari erano il viola ed il bianco; la sede sportiva si trovava a Casoria, in via Matteo Ferrara, nº 8; successivamente in via Antonio Labriola, nº 20. Il campo di gioco era lo stadio comunale "San Mauro", sito in via Tenente Vincenzo Formicola, 51-52, all'epoca accreditato di una capienza totale di circa 3.000 posti. L'impianto è dotato di una grande tribuna centrale, ad uso della tifoseria locale, e, sul lato opposto, di gradinate più piccole riservate alle tifoserie ospiti. Il prato è in erba naturale, misura metri 105 x 65 ed è presente la pista di atletica. 
Grazie al nuovo sodalizio, il Casoria, nella stagione 1979-80, si classificò al primo posto nel girone A di Promozione Campania-Molise accedendo agli spareggi regionali con le vincenti degli altri due gironi, Arzanese e Sangiuseppese, e riuscì a ottenere la promozione in serie D. Nella stagione successiva, 1980-81, guidato da Francisco Lojacono, il Casoria concluse il campionato al secondo posto nel girone E di Serie D (miglior attacco con 52 reti e solo 4 sconfitte, di cui nessuna in casa), ottenendo la promozione in Serie C2, dove militò per due stagioni.

Una formazione del Casoria dei primi anni '80

Stadio San Mauro: la tribuna centrale gremita

 Nella stagione 1981-82, nel girone C, sotto la guida di Lojacono, poi di Antonio Marzocca, poi ancora di Lojacono, il Casoria si piazzò nono con 32 punti, a pari merito con Cerretese e Civitavecchia, frutto di 9 vittorie (sei delle quali nelle prime dieci giornate), 14 pareggi e 11 sconfitte: da segnalare che il San Mauro rimase inespugnato per 16 partite su 17; soltanto la Rondinella Marzocco riuscì ad imporsi, vincendo col risultato di 1-2 alla dodicesima giornata, mentre le prime quattro vittorie casalinghe si conclusero tutte con il risultato di 3-0 (contro Montecatini, Sant'Elena Quartu, Torres e Montevarchi). Da annoverare anche la vittoria in trasferta nel derby con la Palmese (0-2). 
Nella stagione successiva il Casoria diede l'addio definitivo al calcio professionistico: sotto la guida tecnica di Carmine Tascone, poi di Dino Panzanato, poi ancora di Tascone, i Viola arrivarono ultimi nel girone D con 25 punti (8 vittorie, 9 pareggi, 17 sconfitte), posizione causata principalmente dagli scarsi risultati ottenuti in trasferta; da segnalare le vittorie nei derby contro Ercolanese (1-0), Grumese (2-0), Sorrento (2-0) e Turris (2-1) ed il 4-0 inflitto al Potenza (vittoria più larga), mentre il Banco di Roma (0-2), il Messina (0-1) e la Palmese (1-2) furono le uniche formazioni del torneo che su diciassette gare riuscirono a conquistare la vittoria al San Mauro.
Retrocesso nel campionato Interregionale, nella stagione 1983-84, la compagine casoriana fu protagonista di un'annata incolore, riuscendo a salvarsi soltanto per il rotto della cuffia. Tuttavia difficoltà di carattere finanziario e societario determinarono la mancata iscrizione al torneo nella stagione 1984-85 e la cessione del titolo sportivo alla S.S.C. Santantimese. 
La seconda metà degli anni '80 vide il Casoria militare nel girone B del campionato di Promozione Campania-Molise ove alternò qualche stagione positiva ad altre deludenti. La miglior annata si ebbe nella stagione 1985-86, allorquando la squadra viola ottenne il primato nel girone B (45 punti) a pari merito con il Portici. Lo spareggio per decretare la squadra vincente del raggruppamento si tenne a Salerno e, dopo aver concluso l'incontro sul risultato di 1-1 ai tempi supplementari, vide prevalere ai calci di rigore la squadra viola, la quale conquistò così il diritto alla partecipazione agli spareggi promozione. Questi si disputarono a Nola con le prime classificate degli altri due gironi, Sanciprianese e Angri, dai quali però il Casoria ne uscì sconfitto mancando, dunque, la possibilità di conquistare la promozione al campionato Interregionale 1986/87.
Nella breve esistenza del Casoria negli anni '90 il sodalizio viola ottenne, come piazzamento migliore, il primo posto nel raggruppamento B del campionato di Promozione Campania-Molise, stagione 1990-91, ancora sotto la guida tecnica di Lojacono. La vittoria nel proprio girone di pertinenza fu però vanificata, anche in questo caso, dalla sconfitta agli spareggi per la promozione alla categoria superiore i quali furono disputati allo Stadio Santa Colomba di Benevento con le vincenti degli altri due gironi, l'A.S. Casale Bonito (girone A) e la Polisportiva Calitri (girone C), che impedì di fatto alla società casoriana di ottenere la promozione al Campionato Nazionale Dilettanti.
Le ultime due stagioni del Casoria, 1991-92 e 1992-93, disputate nel girone A del campionato di Eccellenza Campania, si conclusero con un 10º posto, a pari merito con l'Ariano Valle Ufita, ed un 14º posto. Quest'ultimo piazzamento ne decretò la retrocessione al campionato di Promozione Campania. Tuttavia la società Viola ottenne il ripescaggio nel campionato di Eccellenza a completamento degli organici, ma non prese parte alla stagione 1993/94 a causa della cessione del titolo sportivo al Comprensorio Puteolano. 
Dal 1993 al 2014 nessuna società calcistica, rappresentativa del territorio della Città di Casoria, ha mai più preso parte ad alcun campionato federale, sia di categoria dilettantistica che professionistica.

### La rinascita

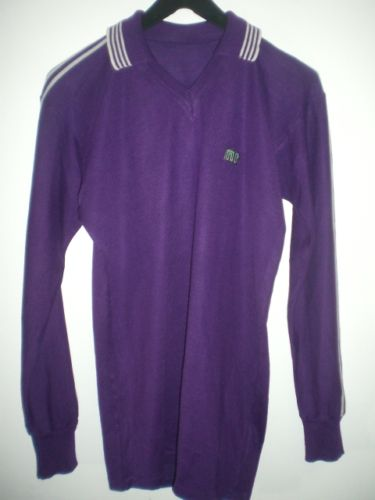
Maglia del Casoria

Nel luglio del 2014, a più di un ventennio dalla scomparsa, la società viene rifondata col nome di S.C. Casoria Calcio 1979, poi successivamente mutato in A.C. Casoria Calcio 1979, dall'imprenditore locale Giovanni Palmentieri, che assume anche la carica di presidente, dal dott. commercialista e ricercatore universitario Raffaele Nocera, che assume la carica di vice presidente e dall'avvocato Fabio Cristarelli nel ruolo di segretario; mentre il giornalista sportivo Carlo Cristarelli è il responsabile della comunicazione. Quest'ultimo, dalla stagione 2015-16, assume anche la carica di direttore generale. La società rileva il titolo sportivo del Calcio Campano Giovani iscrivendosi al campionato di Prima Categoria Campania 2014-15. La nuova sede sociale è sita in Napoli, alla via Riviera di Chiaia, 105. Dalla stagione sportiva 2015-16 la denominazione ufficiale muta in A.S.D. Casoria Calcio 1979. A seguito delle dimissioni del vice presidente Raffaele Nocera, la carica sarà ricoperta da Luigi Migliore.
Nel giugno del 2016 conquista il primo traguardo della nuova gestione: la promozione al campionato di Promozione Campania 2016-17, arrivata 25 anni dopo l'ultimo campionato di Promozione disputato. Dopo una brillante stagione regolare, conclusasi al secondo posto in classifica, la compagine "Viola" si qualifica direttamente alla finale play-off di girone in virtù degli oltre dieci punti accumulati sulla quinta classificata. La finale di girone, disputata contro l'Acerrana sul campo neutro di Cardito, viene vinta dai "Viola" col risultato di 3-0. Per merito di tale vittoria il Casoria acquisisce il diritto a giocare lo spareggio intergirone, il quale viene giocato al "San Mauro" contro il Lacedonia e vinto dai padroni di casa ancora col risultato di 3-0. Giunge così la promozione in una categoria superiore, a 35 anni di distanza dall'ultima promozione conquistata sul campo dalla "Viola del Sud".
La stagione 2016-17 porta in dote ancora un successo di rilievo per i colori viola: dopo aver disputato una brillante stagione, in larga parte condotta al 1º posto in classifica, il Casoria vince in scioltezza il suo girone di competenza, conquistando la promozione diretta al campionato di Eccellenza Campania 26 anni dopo l'ultimo campionato di Promozione vinto. La categoria ritorna a Casoria a 24 anni dall'ultimo campionato di Eccellenza disputato.
Nell'estate del 2021, a 7 anni dalla ricostituzione della società, la proprietà del presidente Giovanni Palmentieri decide di interrompere l'attività e di cedere il titolo sportivo alla società A.C. Sant'Antonio Abate 1971.

### Il calcio casoriano dal 2021
Inizia un periodo difficile e travagliato per i colori Viola, caratterizzato da vari avvicendamenti societari e da fallimenti.
Inizialmente l'attività sportiva in quel di Casoria prosegue grazie ad una nuova società costituita dal presidente Lucio Eboli, mediante il trasferimento a Casoria del titolo sportivo della società G.L. Afragola Calcio, assumendo la nuova denominazione di A.S.D. Città Di Casoria. La categoria di pertinenza è la Promozione Campania. 
Il 5 maggio 2022 è stata esclusa dal campionato di Promozione Campania a causa della seconda rinuncia a scendere in campo avvenuta proprio all'ultima giornata.
Nell'estate del 2022, lo spostamento del titolo sportivo della Virtus Volla a Casoria, consente alla cittadina di riavere una rappresentativa calcistica, presieduta dalla famiglia Correale e da Luigi D'Avino. Questa società però è annoverata sui documenti federali ancora con la vecchia denominazione di "Virtus Volla", non avendo tempestivamente comunicato la nuova denominazione agli organi federali regionali. Dopo un anno, all'inizio di luglio 2023, questo sodalizio si scioglie e cede il titolo sportivo di Eccellenza ad un gruppo imprenditoriale di Sapri, in provincia di Salerno, dando vita al Sapri Calcio.
Nell'estate del 2023 subentra l'A.S.D. Maddalonese 1919 di Ciro Cristiano, ribattezzata per l'occasione "A.S.D. Casoria Calcio 2023"; anch'essa, come le altre due precedenti compagini, non ha alcun legame giuridico con il club scomparso due anni prima, benché mantenga un titolo sportivo della stessa categoria. Subito coinvolta in problemi finanziari, il 30 novembre 2023 viene esclusa dal campionato di Eccellenza Campania a causa della quarta rinuncia a scendere in campo avvenuta la domenica precedente.
Nel settembre del 2024 viene ufficialmente presentato presso l'aula consiliare del Comune il nuovo progetto di rinascita del calcio a Casoria. La nuova società, capeggiata dall'imprenditore e pallanuotista Fabio Baraldi, è denominata SSC Casoria e riparte, grazie al trasferimento del titolo sportivo del Qualiano Calcio, dal campionato di Prima Categoria Campania. La stagione si concluderà con la sconfitta nella finale play-off del girone di pertinenza.
Nel giugno del 2025, la società, nella persona del presidente Baraldi, annuncia di aver acquisito il titolo sportivo di Eccellenza del Nola 1925, ma, a causa di problemi relativi all'impiantistica locale, successivamente preciserà di iscriversi al campionato di Promozione Campania. 

## Strutture

### Il campo di gioco
A 23 anni dall'ultimo campionato disputato nell'impianto cittadino, il Casoria, nel novembre del 2015, torna a disputare le partite casalinghe allo stadio comunale "San Mauro", la cui costruzione risale al 1959. Ristrutturato dopo 15 anni di inagibilità, i lavori di ammodernamento hanno interessato la tribuna centrale, dotata di 984 posti a sedere; i servizi ad essa pertinenti, gli ingressi, gli spogliatoi, il terreno di gioco, l'impianto d'illuminazione. Nel settembre 2016 il settore centrale ospiti è tornato agibile a seguito della ristrutturazione che ha riguardato anche i servizi annessi, i varchi d'ingresso e le recinzioni. La capienza di tale settore è di 324 posti a sedere. Grazie ai fondi per le Universiadi tenutesi in Campania nel luglio 2019, di cui Casoria fu una delle sedi ospitanti, il San Mauro è stato oggetto di un nuovo restyling che ha riguardato l'abbattimento e la ricostruzione delle tribune laterali lato ospiti (capienza totale dell'impianto attualmente intorno ai 2000 posti), con nuovi servizi annessi; il rifacimento del terreno di gioco in erba naturale (dimensioni: m 105 x 65); la sostituzione dell'impianto d'illuminazione con nuove torri faro; la ristrutturazione dei vani spogliatoio, dei servizi e dei locali ad essi pertinenti. Resta incompiuta la curva laterale sud, la cui edificazione, iniziata nei primi anni '80, non è mai stata portata a termine. La pista di atletica, di cui il campo sportivo era dotato fin dall'origine, non è stata mai più ripristinata.
Nell'aprile del 2024, su iniziativa dell'amministrazione comunale di Casoria, la tribuna centrale del "San Mauro" viene intitolata alla memoria di Bruno Tintori, presidente degli anni d'oro del calcio casoriano, sotto la cui gestione furono raggiunti i risultati sportivi più prestigiosi.

## Società

### Organigramma societario
CDA
- - Presidente: Fabio Baraldi
- - Vicepresidenti: Sara Maaroufi; Salvatore Rubino

Staff Societario
- - Amministratore Delegato: Pasquale Di Palo
- - Direttore Sportivo: Salvatore Varriale
- - Segretario: Andrea Ilardi

Area Tecnica
- - Direttore Area Tecnica:
- - Direttore Area Tecnica Settore Giovanile: Salvatore Varriale
- - Segretario Settore Giovanile: Carmine Piccoli
- - Allenatore: Roberto Imparato
- - Vice Allenatore: Marco Cotugno
- - Preparatore Portieri: Luca Cantales
- - Preparatore Atletico: Gianluca D'Angelo
- - Responsabile scouting: Dario Parlato
- - Fisioterapista: Vincenzo Cafaro
- - Massaggiatore:
- - Magazziniere: Raffaele Andreozzi
- - Team Manager:
- - Collaboratore:
- - Accompagnatore:

Area Comunicazione
- - Responsabile: Edoardo Coppola
- - Addetto Stampa: Edoardo Riccio
- - Responsabile Marketing: Matteo Riccio
- - Grafico:
- - Webmaster:

## Allenatori e presidenti
| Allenatori - 1979-1980 ... - 1980-1981 Francisco Lojacono - 1981-1982 Francisco Lojacono Antonio Marzocca Francisco Lojacono - 1982-1983 Carmine Tascone Dino Panzanato Carmine Tascone - 1983-1990 ... - 1990-1991 Francisco Lojacono - 1991-1993 ... - 2014-2015 Sandro Marino Vincenzo Fiorito - 2015-2016 Gerardo Esposito Vincenzo La Manna - 2016-2018 Vincenzo La Manna - 2018-2019 Ciro Amorosetti - 2019-2020 Ivan De Michele - 2020-2021 Pierfrancesco Ulivi - 2021-2022 ... - 2022-2023 Gaetano Perrella - 2023-2024 ... - 2024-2025 Vincenzo La Manna Pierluigi Carlevalis Antonio Boemio Raffaele Di Pasquale - 2025-2026 Roberto Imparato | Presidenti - 1979-1983 Bruno Tintori - 1983-1993 ... - 2014-2021 Giovanni Palmentieri - 2021-2022 Lucio Eboli - 2022-2023 Vincenzo Correale - 2023 Ciro Cristiano - 2024-2025 Fabio Baraldi |

## Palmarès

### Competizioni nazionali
- Serie D:

Secondo posto: 1980-1981 (girone E, promosso in serie C2)

### Competizioni regionali
- Promozione:

4 campionati vinti: 1979-1980 (girone A, promosso in Serie D), 1985-1986 (girone B), 1990-1991 (girone B), 2016-2017 (girone A, promosso in Eccellenza)
- Prima Categoria:

Vittoria dei play-off: 2015-2016 (girone A, promosso in Promozione)

## Statistiche e record

### Partecipazione ai campionati nazionali
| Livello | Categoria                 | Partecipazioni | Debutto   | Ultima stagione | Totale |
| ------- | ------------------------- | -------------- | --------- | --------------- | ------ |
| 4º      | Serie C2                  | 2              | 1981-1982 | 1982-1983       | 2      |
| 5º      | Serie D                   | 1              | 1980-1981 | 1980-1981       | 2      |
| 5º      | Campionato Interregionale | 1              | 1983-1984 | 1983-1984       | 2      |

### Partecipazione ai campionati regionali
| Livello          | Categoria       | Partecipazioni | Debutto   | Ultima stagione | Totale |
| ---------------- | --------------- | -------------- | --------- | --------------- | ------ |
| 5° - 6° (I - II) | Eccellenza      | 8              | 1991-1992 | 2023-2024       | 17     |
| 5° - 6° (I - II) | Promozione      | 9              | 1979-1980 | 2021-2022       | 17     |
| 7° (III)         | Prima Categoria | 3              | 2014-2015 | 2024-2025       | 3      |

## Tifoseria

### Storia
Esistono due gruppi organizzati che costituiscono la tifoseria casoriana. Il primo è quello degli Ultra Boys Casoria, sorto nel 2010 nel tentativo di far risorgere la società, obiettivo concretizzatosi poi nel 2014; il secondo è la Brigata Cirillo, nata durante la stagione 2014-2015. Gli ultrà viola sono vicini a posizioni politiche di sinistra, in virtù delle quali sono stati intrapresi rapporti di amicizia con le tifoserie di Afro Napoli United, squadra antirazzista del capoluogo, e Quartograd, società di Quarto che aderisce all'ideale di "calcio popolare", oltre che antifascista.

### Gemellaggi e rivalità
Amicizie
- Acerrana (dal 2016)
- Afragolese (dal 2014)
- Napoli United (dal 2015)
- Quartograd (dal 2015)
- Maddalonese (dal 2017)
- Saviano

Rivalità
- Pro Calcio Bacoli (dal 2016)
- Puteolana (dal 2018)
- Frattese[13] (dal 2019)